# (8021) Walter
(8021) Walter (1990 UO2) – planetoida z grupy pasa głównego asteroid okrążająca Słońce w ciągu 3,65 lat w średniej odległości 2,37 au. Odkryta 22 października 1990 roku.